# نيكولاييفو
نيكولاييفو (بالبلغارية: Николаево)‏ قرية تقع إدارياً ضمن مقاطعة غابروفو في بلغاريا. ويبلغ عدد سكانها 4 نسمة حسب تعداد 15 مارس 2015. تعتمد نيكولاييفو للبريد على الرمز البريدي 5351 وللاتصالات على رمز الاتصال الهاتفي المحلي 0677.